# Impatiens parviflora
Impatiens parviflora, ситноцветна балзамина или ситноцветни недирак је једногодишња зељаста биљка из породице Balsaminaceae.

## Опис
Биљка висине 10-80cm. Стабљика је глатка, усправна, у зависности од густине популације, неграната или граната у горњем делу. Коренов систем је плитак, са јачим бочним кореновимау односу на главни корен и честим адвентивним кореновима на доњим нодусима стабљике. Листови су прости, наспрамни, јајасти до копљасти, дужине 4-20 центиметара и ширине 2-9 центиметара, зашиљени при врху и оштро назубљених ивица. Лисне дршке имају жлезде које служе као екстрафлоралне нектарије. Цветови су ситни, хермафродитни, зигоморфни, са три чашична и пет круничних листића, светложуте боје, са црвеним флекама изнутра и усправном остругом. Плод је издужена чаура, глатка, зелена, дужине до 2 центиметра, садржи 1 до 5 семена. Једна јединка произведе на хиљаде семена током живота а семе је вијабилно у земљишту неколико година. Размножава се искључиво семеном. Семе клија у марту и априлу а кроз 8 до 9 недеља биљке почињу да цветају да би 3 до 4 недеље након тога почеле да плодоносе. Плодоношење обично траје од јуна до октобра, а расејава се аутохоријом, хидрохоријом, епизоохоријом и антропохоријом.  

## Порекло врсте
Планине централне Азије (Алтајске планине, западни Сибир, Монголија, Хималаји). Ареал распрострањења је тешко одредити. Ипак, већина аутора се слаже да је врста пореклом из централне Азије, с тим да је у деловима ареала у којима преовлађује полупустињска или степска вегетација ова врста била ограничена на влажнија станишта, попут шума плавних подручја или северно експонираних падина. Данас се на простору централне Европе може наћи готово свуда, упркос томе што се више не сади као баштенска биљка.

## Станиште
Засенчена и влажна, природна или антропогено измењена станишта. Толерише различите типове земљишта, од киселе до базне реакције. Преферира алувијална земљишта речних обала. Клијанци не могу да преживе дуже плављење. Честа је дуж путева и живица, на засенченим обалама река, на рудералним и културним површинама. Честа је и у влажним шумама и једна је од ретких инвазивних врста која се успешно шири у природним шумским системима. Чешћа је у шумама где је приметан утицај антропогенг фактора или вештачки подигнутим састојинама. 

## Распрострањеност у Србији
Ова врста је спорадично распрострањена у Србији.

## Мере контроле и сузбијања
С обзиром на то да је једногодишња врста, циљ свих метода контроле треба да буде спречавање формирања семена, и то на самом почетку сезоне цветања. Претпоставља се да би мере контроле које се примењују за врсту I.glandulifera били успешни и у контроли ове врсте. Појединачне биљке и мање популације могу се ручно уклонири чупањем корена, обавезно пре формирања семена. 